# 維利諾皮爾利亞
49°44′51″N 29°2′45″E / 49.74750°N 29.04583°E
維利諾皮爾利亞（烏克蘭語：Вільнопілля），是烏克蘭北部的村莊，隸屬日托米爾州的別爾季切夫區。該村始建於1765年，面積3.24平方公里，海拔高度237米，2001年人口711。